# Anarcocomunismo

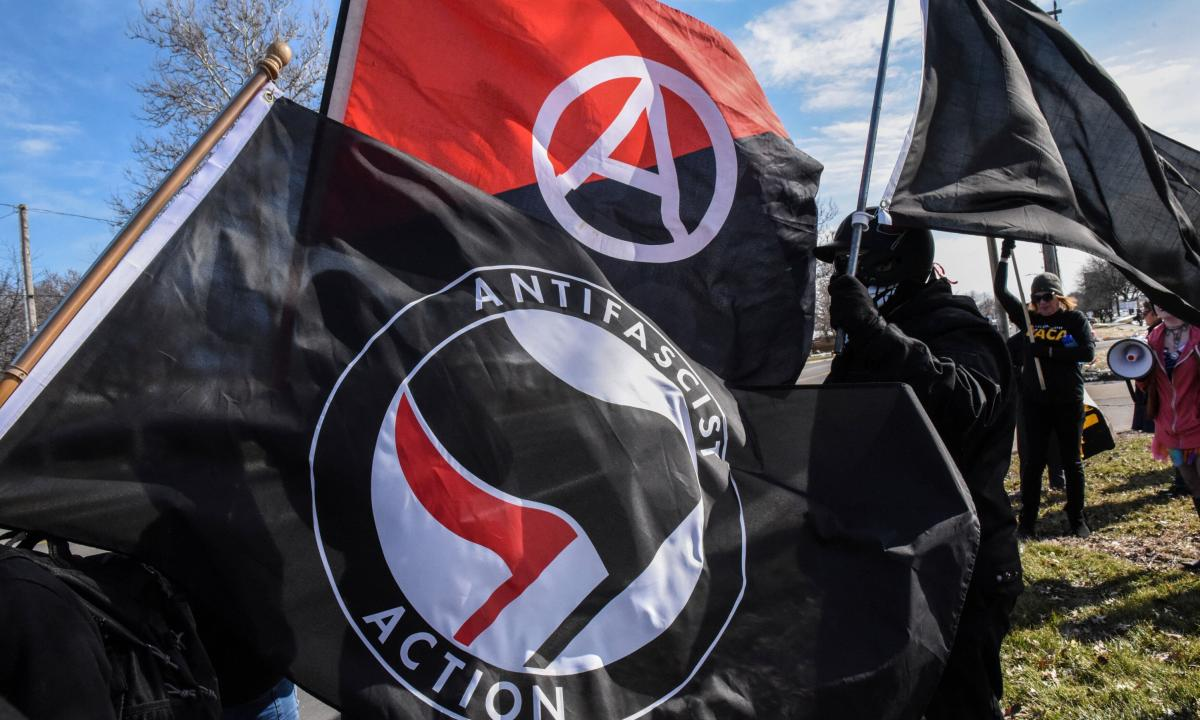
Anarco-Comunismo

El anarcocomunismo (también conocido como comunismo anarquista, comunismo libre, comunismo libertario y anarquismo comunista) es una teoría del anarquismo que aboga por la abolición del estado, el capitalismo, el trabajo asalariado y la propiedad privada (manteniendo el respeto por la propiedad personal) a favor de una propiedad común de los medios de producción, democracia directa y una red horizontal de asociaciones voluntarias con producción y consumo basados en el principio rector: «De cada cual según sus capacidades, a cada cual según sus necesidades».
Algunas formas de comunismo anarquista, como el anarquismo insurreccional, están fuertemente influenciadas por el egoísmo y el individualismo radical, creyendo que el anarcocomunismo es el mejor sistema social para la realización de la libertad individual. La mayoría de los anarcocomunistas ven el anarcocomunismo como una forma de reconciliar la oposición entre el individuo y la sociedad.
El anarcocomunismo se desarrolló a partir de las corrientes socialistas radicales después de la Revolución Francesa, pero se formuló por primera vez como tal en la sección italiana de la Primera Internacional. El trabajo teórico de Piotr Kropotkin cobró importancia más tarde, ya que expandió y desarrolló secciones proorganizacionales e insurgentes. Hasta la fecha, los ejemplos más conocidos de una sociedad comunista anarquista (es decir, establecidos en torno a las ideas tal como existen hoy y alcanzando la atención y el conocimiento mundial en el canon histórico) son los territorios anarquistas durante la Revolución española y el Territorio Libre durante la Revolución rusa, y la Provincia Libre de Shinmin. A través del esfuerzo y la influencia de los anarquistas españoles durante la Revolución española dentro de la guerra civil española, a partir de 1936 existía el comunismo anarquista en la mayor parte de Aragón, partes de Levante y Andalucía, así como en el bastión de la Cataluña anarquista antes de ser aplastado por las fuerzas combinadas del régimen golpista, Adolf Hitler, Benito Mussolini, la represión del Partido Comunista Español (respaldada por la Unión Soviética) a partir de levantamientos revolucionarios en medio de una guerra contra el fascismo, así como los bloqueos económicos y de armamentos de los países capitalistas y de la propia República española. Durante la Revolución Rusa, anarquistas como Nestor Makhno trabajaron para crear y defender, a través del Ejército Revolucionario Insurreccional de Ucrania, el comunismo anarquista en el Territorio Libre de Ucrania desde 1919 antes de ser conquistados por los bolcheviques en 1921.

## Teoría
El anarcocomunismo enfatiza la experiencia colectiva como distinta e importante en la búsqueda de la libertad individual. El anarcocomunismo, en contraste con la base filosófica anarquista basada en el individuo, amplifica el sentido de la experiencia colectiva por encima de la individualista. Pero aun así, no anula al individuo ni el interés personal.

Bandera anarcocomunista, también usada por los movimientos anarcosindicalistas.

Cada descubrimiento, cada progreso, cada aumento de la riqueza humana es el resultado del trabajo intelectual y físico hecho en el pasado y el presente. Así que, ¿por qué alguien puede tener derecho a la propiedad de la más pequeña parte de este enorme todo, y decir esto es mío, no tuyo?
Piotr Kropotkin, La conquista del pan

El comunismo -que hemos de procurar no confundir con el "Partido Comunista"- es una doctrina social que, sobre la base de la abolición de la propiedad privada y la puesta en común de todos los medios de producción y de todos los productos, tiende a sustituir el presente sistema capitalista por una forma de sociedad igualitaria y fraterna. Hay dos tipos de comunismo: el comunismo autoritario que exige el mantenimiento del Estado y de las instituciones que conlleva y el comunismo libertario que implica su desaparición.
Sébastien Faure, art. "Comunismo", Encyclopédie anarchiste

### Asociación voluntaria
El anarcocomunismo enfatiza que aparte de la abolición del Estado es necesaria además la abolición de las clases que aparecen de la desigual generación de riqueza. Asimismo propone la abolición de la propiedad privada y el dinero. Cada individuo y grupo sería libre de contribuir a la producción y satisfacer sus necesidades basadas en sus propias elecciones. Los sistemas de producción y distribución serían manejados por los participantes en él. 
La abolición del trabajo asalariado es central para el anarcocomunismo. Con la distribución de la riqueza basada en la determinación de las necesidades por las mismas personas, según esta teoría, la gente sería más libre de entrar en cualquier actividad que ellos se encuentren más realizados y el trabajo sería distribuido más equitativamente y de acuerdo con las capacidades individuales.

### Rechazo del valor-trabajo, del dinero y del salario
Los anarcocomunistas argumentan que no hay ninguna forma definitivamente válida —o que hay poco espacio— para medir el valor de la contribución económica de una persona, debido a que toda la riqueza es un producto colectivo de las generaciones actuales y precedentes. Por ejemplo, uno no puede medir el valor de la contribución económica diaria de un trabajador en una fábrica sin tener en cuenta factores como el transporte, la comida, el agua, la vivienda, el descanso, la eficiencia de las máquinas, el estado emocional, etc. que también influyen sobre la producción. Así, para asignar un valor numérico a dicha producción, se deberían tener en cuenta una inmensa cantidad de factores externos —particularmente el trabajo pasado y presente del resto de trabajadores, así como las técnicas y herramientas creadas en el pasado que posibilitan realizar el trabajo presente y futuro. En este sentido, el anarcocomunismo tiende a rechazar la teoría del valor-trabajo original del liberalismo clásico (aunque fue rechazada posteriormente en pos de la teoría del valor subjetivo) y defendida hoy en día en gran cantidad de corrientes socialismo y marxismo.
Los anarcocomunistas argumentan que cualquier sistema económico basado en el trabajo asalariado y la propiedad privada requiere un aparato coercitivo para hacer efectivo el derecho de propiedad, y para mantener relaciones desiguales que aparecen fruto de las diferencias salariales y/o de la posesión de propiedad. Además, argumentan que la economía de mercado y el sistema de precios dividen al trabajo en clases y asignan valores numéricos al trabajo de los individuos —lo cual es, a su criterio, una forma sesgada e inexacta de medir el valor de la contribución económica— e intentan regular la producción, el consumo y la distribución. Ellos argumentan que el dinero restringe la capacidad individual de consumir los productos del trabajo mediante el establecimiento de precios y salarios. Los anarcocomunistas señalan al dinero como fundamentalmente cuantitativo en su naturaleza, anulando lo cualitativo de los recursos y las necesidades. Ellos piensan que la producción también debe abordarse desde un punto de vista cualitativo, y que el consumo y la distribución debe ser determinados por cada individuo, sin asignar ningún valor numérico al trabajo, bienes y servicios producidos por otros.
Asimismo, se suele ver a los mercados y a la producción dirigida por la ganancia individual como derrochadora de recursos y de trabajo. En lugar de los mercados, la mayoría de anarcocomunistas apoyan un sistema sin moneda basado en una economía comunal donde los bienes y servicios son producidos por los trabajadores de forma autogestionada y distribuidos en tiendas comunitarias, donde todos los miembros de la comunidad (incluidos los mismos trabajadores) tengan la posibilidad de consumir según sus necesidades y deseos.

### Derecho al uso, individuo y propiedad de la comunidad
El anarcocomunismo, como ideología colectivista y socialista antiestatal, comparte varias posiciones con el anarcocolectivismo pero tiene algunas diferencias. El anarquismo colectivista propone la propiedad colectiva en manos de asociaciones pero con ganancia individual de sus miembros, pero el anarcocomunismo niega completamente el concepto de propiedad grupal o individual y sólo acepta el concepto de uso, reservando la propiedad sólo para la comunidad. Los anarcocomunistas piensan que los bienes de capital no deben ser bienes privados de ninguna persona o grupo, sólo de la comunidad, y así se los puede dejar libres para ser usados por los individuos miembros de comunidad para los fines y necesidades que ellos deseen. De esto se sostiene que, en vez de que un bien de capital sea algo para la venta o la renta, debe ser libremente usado sin que importe el empleo o el estatus financiero que uno tenga. 
El individuo sería libre de crear algo y retenerlo en tanto que la comunidad considere que no es un elemento crucial de producción para la comunidad o el público en general, o sea que no tiene que ver con la voluntad o el deseo de otros. Ahora, que si la comunidad estima que alguna cosa está envuelta en la producción para la sociedad, estas podrían ser consideradas como cosas susceptibles de uso social que deben ser puestas en rendición de cuentas para los que trabajan en ella así como para los consumidores. Así el anarcocomunismo puede ser considerado como un compromiso comunitario entre el uso colectivo y el individual.
En la actualidad existen quienes vinculan del movimiento del software libre, del copyleft, y del GNU como tipos de economía del regalo —trabajo y comunidad de bienes en voluntariado— que a su vez podría tener algunas similitudes, en teoría, a la economía planificada participativa que propone el anarcocomunismo.

## Historia del anarcocomunismo

### Precedentes

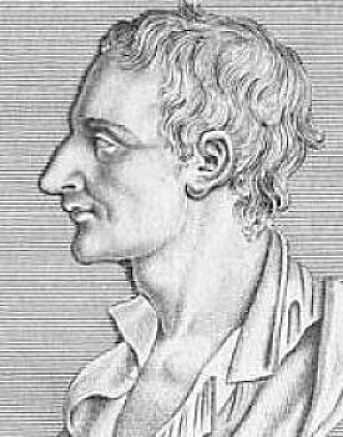
Sylvain Maréchal.

Corrientes precursoras del anarcocomunismo aparecieron ya durante la Revolución inglesa y la Revolución francesa del siglo XVIII. Gerrard Winstanley, quien fue parte del movimiento radical de los Diggers en Inglaterra, escribió en su panfleto de 1649, The New Law of Righteousness («La nueva ley de la justicia»), que «no debería haber nada que se compre o venda, tampoco ferias ni mercados, sino toda la tierra debería ser un tesoro para todos los hombres», y «no debería existir un Señor sobre los otros, sino más bien cada uno será un Señor para sí mismo».
Durante la Revolución francesa, Sylvain Maréchal, en su Manifiesto de los iguales (1796), demandaba «el disfrute comunal de los frutos de la tierra» y deseaba la desaparición de «la repugnante distinción entre ricos y pobres, de los grandes y pequeños, de los amos y mozos, de los gobernadores y los gobernados».
Un anarcocomunista temprano fue Joseph Déjacque, la primera persona que se autodescribió como «libertario». A diferencia de Proudhon, él argumentaba que «el trabajador no tiene derecho al producto de su trabajo, pero sí a la satisfacción de sus necesidades, cualquiera que sea su naturaleza».
El anarquismo colectivista argumentaba por la remuneración del trabajo, pero dejó abierta la posibilidad de una transición posrevolucionaria hacia un sistema comunista de distribución de acuerdo a la necesidad. El colega de Mijaíl Bakunin, James Guillaume, dijo en su ensayo Ideas sobre la organización social (1876): «Cuando [...] la producción supere al consumo [...] todos sacarán lo que necesitan de la abundante reserva social de bienes, sin miedo a que estos se agoten. Y el sentimiento moral, que estará más desarrollado en forma más alta entre los trabajadores libres e iguales prevendrá, o en forma grande reducirá, el abuso y el desperdicio».

### La Internacional anarquista
Según la historiadora Clara Lida, el primero en exponer la nueva teoría o doctrina del anarcocomunismo fue el internacionalista francés, desterrado en Suiza tras el fracaso de la Comuna de Lyon de 1870, François Dumartheray en un folleto publicado en Ginebra en 1876 con el título Aux travailleurs manuels partisans de l'action polique, en el que hacía un repaso al desarrollo de las ideas comunistas desde Babeuf hasta la Comuna de París pasando por la Icaria de Etienne Cabet —cuya lectura le influyó mucho en su juventud—, «para actualizarlas a la luz del anarquismo».
La propuesta de Dumartheray fue asumida por la Federación italiana de la Internacional anarquista en el Congreso de Florencia celebrado en octubre de 1876 y tras la llegada a Suiza del exiliado ruso Piotr Kropotkin, este «se convirtió en el principal propagador de su doctrina». La primera confrontación con el anarcocolectivismo hasta entonces dominante se produjo en el Congreso de Verviers de la Internacional anarquista celebrado en septiembre de 1877, en el que se acordó tras un intenso debate, y a propuesta de James Guillaume, que cada Federación decidiera cuál de las dos teorías adoptaba. Según Clara Lida, «muchas de las federaciones mantuvieron su orientación colectivista. Sin embargo, los siguientes congresos y conferencias internacionales, con el apoyo de algunos órganos de prensa obrera, contribuyeron a dar a conocer cada vez más ampliamente las nuevas tendencias, y la difusión del anarcocomunismo alcanzó su cúspide en los congresos de la Federación suiza del Jura, en 1880».
Mientras los anarcolectivistas defendían el principio «a cada uno según su trabajo» (lo que significaba que los medios de producción eran propiedad colectiva de los que habían contribuido a crearlos por medio de su trabajo) los anarcomunistas proponían el principio «de cada uno según sus capacidad, a cada uno según sus necesidades» (lo que significaba que los medios de producción no eran propiedad de los trabajadores que los habían creado sino del conjunto de la sociedad, única manera, según ellos, de no perpetuar las diferencias sociales y alcanzar realmente la sociedad sin clases o comunismo).
Los italianos Carlo Cafiero, Errico Malatesta, Andrea Costa y otros republicanos exmazzinianos, por respeto a Mijaíl Bakunin, no hicieron explícitas sus diferencias con el anarquismo colectivista hasta después de la muerte de Bakunin. El anarcocolectivismo quería colectivizar la propiedad de los medios de producción mientras retenía el pago por el trabajo, pero los anarcocomunistas querían extender el concepto de propiedad colectiva hacia el producto del trabajo también. 
Mientras los dos grupos argumentaban en contra del capitalismo, los anarcocomunistas abandonaban a Bakunin y Proudhon, quienes mantenían que los individuos tienen el derecho al producto de su trabajo y a ser remunerados por su trabajo, y en cambio proponían que los individuos deberían ser libres de acceder a los bienes de acuerdo a sus necesidades sin consideraciones respecto a cuánto trabajo hicieron.
Cafiero explica en Anarquía y comunismo (1880) que la propiedad privada en el producto del trabajo llevaría a la acumulación desigual del capital y, en tanto, distinciones indeseables de clase: «Si preservamos la apropiación individual de los productos del trabajo, nos veríamos forzados a preservar al dinero, dejando más o menos acumulación de riqueza de acuerdo al mayor o menor mérito en vez de la necesidad de los individuos». En la Conferencia de Florencia de la Federación Italiana de la Internacional de 1876, realizada en un bosque en las afueras de Florencia debido a la actividad policial, ellos establecieron los principios del anarcocomunismo, comenzando con:

"La Federación Italiana considera la propiedad colectiva de los productos del trabajo como un necesario complemento al programa colectivista, la ayuda de todos para la satisfacción de las necesidades de cada uno siendo la única regla de la producción y el consumo que corresponde al principio de solidaridad. El congreso federal de Florencia ha demostrado elocuentemente la opinión de la Internacional Italiana en este punto..."

El reporte aquí expuesto fue realizado en un artículo de Malatesta y Cafiero en el boletín de la suiza Federación del Jura después en ese año.

### Piotr Kropotkin

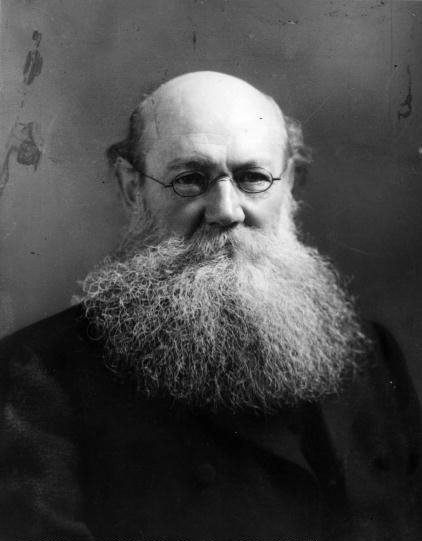
Piotr Kropotkin.

Piotr Kropotkin, es frecuentemente visto como el más importante teórico del comunismo anarquista, tal como delineó sus ideas económicas en La conquista del pan y Campos, fábricas y talleres. Kropotkin sintió que la cooperación es más beneficiosa que la competición, argumentando en La ayuda mutua: un factor de la evolución que esto era ilustrado en la naturaleza. Él llamaba a la abolición de la propiedad privada a través de la «expropiación del total de la riqueza social» por el pueblo mismo, y porque la economía sea coordinada a través de una red horizontal de asociaciones voluntarias en donde los bienes son distribuidos de acuerdo a las necesidades del individuo, en vez de en función al trabajo. Él argumentaba además que estas «necesidades», en tanto la sociedad progresaba, no serían meramente físicas pero también «en tanto los deseos materiales son satisfechos, otros deseos, de un carácter artístico, aparecerán en forma más importante. Los objetivos de la vida varían dependiendo de cada uno de los individuos; y en tanto más la sociedad se civiliza, más se desarrollará la individualidad, y asimismo los deseos serán más variados».
Él sostuvo que, en el anarcocomunismo:

[...] las viviendas, los campos y las fábricas no serán más propiedad privada, y ellas (en cambio) serán de la comuna o de la nación y el dinero, los salarios, y el comercio serán abolidos.
Piotr Kropotkin, La conquista del pan

Los individuos y los grupos usarán y controlarán cualesquiera de los recursos que ellos necesitasen, esto debido a que el objetivo del anarcocomunismo era el poner «el producto cosechado o manufacturado a disposición de todos, dejando a cada uno la libertad de consumirlos como ellos lo deseen en sus propias casas». Él apoyaba la expropiación de la propiedad para asegurar que todos tuviesen acceso a aquello que necesiten sin ser forzados a vender su trabajo para obtenerlo.

Nosotros no queremos robar ninguno de sus abrigos, pero queremos dar a los trabajadores todas esas cosas que ellos carecen que les hace ser presa fácil de los explotadores, y nosotros haremos lo posible en que nadie no lo tenga, que ningún hombre sea forzado a vender su fuerza para obtener una subsistencia para sí mismo y sus hijos: esto es lo que nosotros entendemos por la expropiación [...]
Piotr Kropotkin, La conquista del pan

Él proponía que un «campesino esté en posesión de sólo la cantidad suficiente de la tierra que pueda cultivar», y «una familia habitando una casa que pueda permitirse el espacio suficiente...lo considerado necesario para ese número de personas» y el artesano «trabajando con sus propias herramientas» no será tocado ni intervenido, argumentando que «el dueño de la vivienda debe sus riquezas a la pobreza de los campesinos, y la riqueza del capitalista viene de la misma fuente».
Aunque muchos anarcocomunistas están opuestos al comercio, algunos anarcocomunistas posizquierda u otros con simpatías anarcosindicalistas, no se oponen explícitamente al comercio. Algunos apoyan formas no monetarias de intercambio material como el trueque. Otros como Tiziana Terranova ven que fácilmente el anarcocomunismo es compatible con formas no jerárquicas, de acceso libre, de asociación libre, no monetarias de comercio como por ejemplo el peer-to-peer en las tecnologías de la Internet actual.

### Sindicatos versus insurrección de masas
Entre 1880 y 1890 algunos sectores del anarcocomunismo se oponían a entrar a los sindicatos debido a que los veían como organizaciones esencialmente reformistas. Otros inclusive se llegaron a oponer a las organizaciones y llamaban simplemente a la distribución de propaganda en los sectores proletarios y de campesinos pobres para provocar la insurrección y a la expropiación como la llamaba Kropotkin.
De todas formas a partir de la década de 1890 varios anarcocomunistas incluyendo a Kropotkin llamaban a entrar a los sindicatos. Coincidiendo con el nacimiento del anarcosindicalismo y el sindicalismo revolucionario, tres tendencias emergieron dentro del anarcocomunismo. Primero, estaba la tendencia representada por el mismo Kropotkin y Les Temps Nouveaux (Jean Grave). En segundo lugar, estaban algunos grupos que estaban influenciados por Kropotkin pero que eran menos reservados que él sobre los sindicatos (por ejemplo, Jleb i Volia —Pan y Libertad— de Rusia). Finalmente, estaban los anarcocomunistas antisindicatos, quienes en Francia se agrupaban alrededor de la revista de Sébastien Faure Le Libertaire. Desde 1905 en adelante, los rusos que apoyaban esta posición comenzaron a apoyar el terrorismo económico y las expropiaciones ilegales.

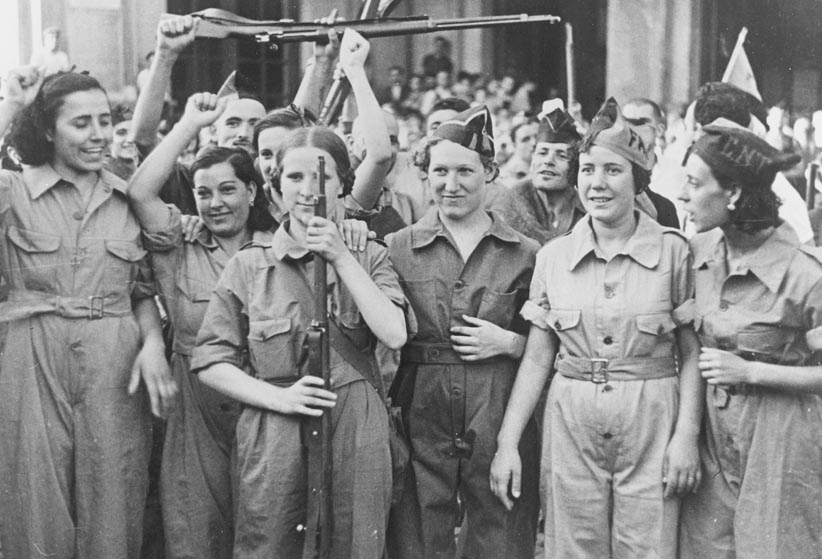
Milicianas catalanas de la CNT durante la Guerra civil española.

La idea del comunismo libertario comenzó a penetrar dentro de los sindicatos anarquistas incluyendo a los sindicatos anarquistas más famosos y exitosos como la Confederación Nacional del Trabajo (CNT) de España. En el Congreso Confederal de la CNT celebrado en Zaragoza a primeros de mayo de 1936 se definió de la siguiente forma el comunismo libertario:

Terminado el aspecto violento de la revolución, se declararán abolidos: la propiedad privada, el Estado, el principio de autoridad y, por consiguiente, las clases que dividen a los hombres que dividen a los hombres en explotadores y explotados, oprimidos y opresores.
Socializada la riqueza, las organizaciones de los productores, ya libres, se encargarán de la administración directa de la producción y del consumo.
Establecida en cada localidad la Comuna Libertaria, pondremos en marcha el nuevo mecanismo social. Los productores de cada ramo u oficio, reunidos en sus sindicatos y en los lugares de trabajo, determinarán libremente la forma en que este ha de ser organizado.

«Antes de julio de 1936 hubo múltiples insurrecciones y huelgas armadas proletarias, de los mineros en Asturias a los proletarios agrícolas en Andalucía y otros locales, insurrecciones comunistas libertarias donde el pueblo de una aldea o de una villa tomaba cuenta del poblado, de las comunicaciones, comenzando inmediatamente la colectivización de las tierras, en una autogestión de inspiración libertaria. Quienes fueran miembros de la CNT, de la UGT o de otras organizaciones, o simplemente revolucionarios cultos, aunque analfabetos muchos de ellos, habían oído exposiciones y debatido largamente los ideales y soluciones prácticas defendidas por los escritos de Kropotkin, Isaac Puente y tantos otros autores».

### Influencia fuera de Europa

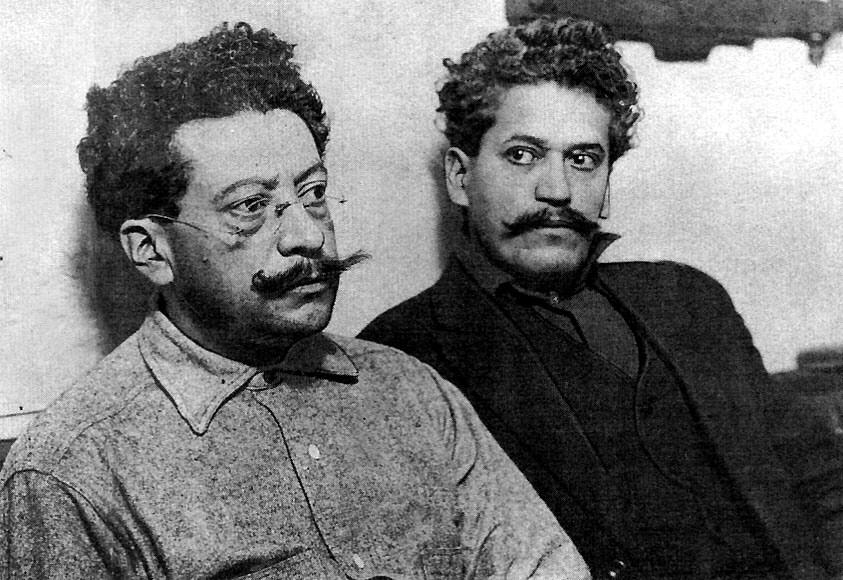
Los hermanos Ricardo y Enrique Flores Magón presos en Los Ángeles.

En México antes de la Primera Guerra Mundial, el Partido Liberal Mexicano (PLM) de los hermanos Enrique y Ricardo Flores Magón, apoyado por un movimiento de campesinos e indígenas, que deseaban expropiar la tierra, trataron de alcanzar el anarco-comunismo. Miembros del PLM llevaron a cabo actividades de agitación en centros industriales como en Cananea, Sonora y Río Blanco, Veracruz. Y también organizaron varias incursiones armadas desde los Estados Unidos a distintas plazas en la frontera con México con el plan de propagar desde ahí una insurrección al resto del país.
El objetivo del PLM era revivir la tradición comunitaria de los ejidos (tierras comunes) para después extender esta rebelión esencialmente agraria a las zonas industriales. El PLM llegó a controlar el Norte de Baja California y fue apoyado por los wobblies de la IWW y anarquistas italianos. Pero no pudo implementar su proyecto de cooperativas agriculturales organizadas bajo los principios del comunismo anarquista y finalmente fue derrotada militarmente.

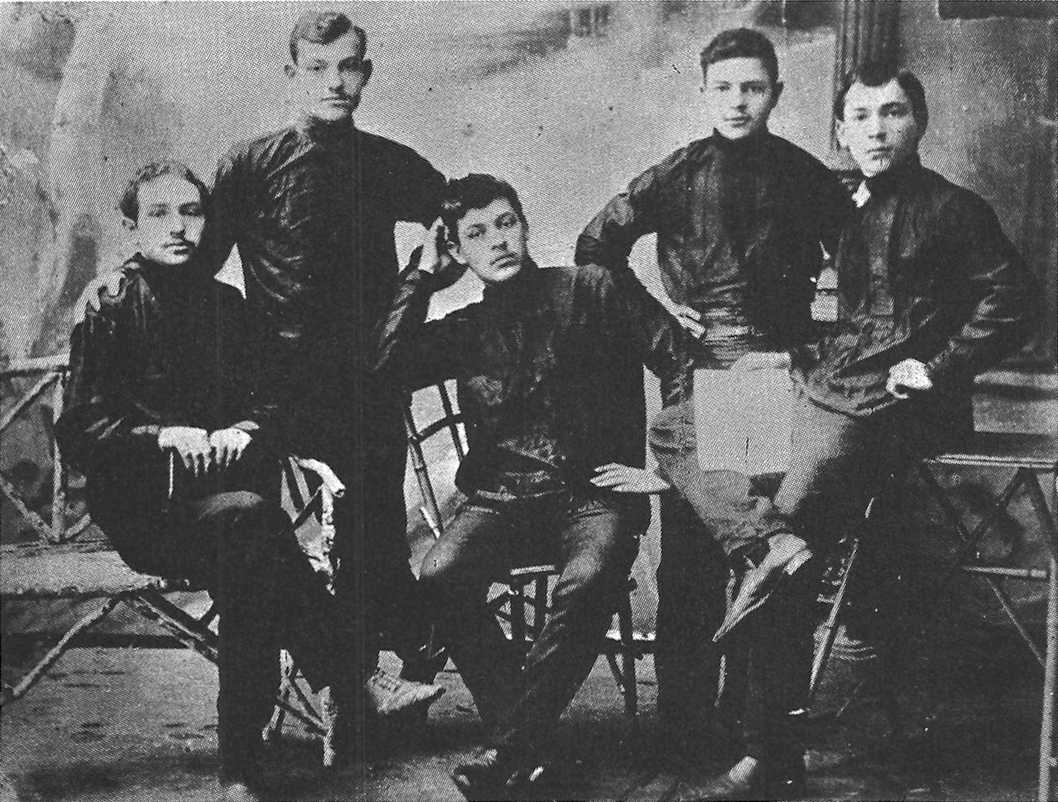
Fotografía de una reunión de Chórnoie Znamia (Bandera Negra) en Minsk en 1906.

 En Rusia se constituyó la federación anarcocomunista Chórnoie Znamia (Bandera Negra) en 1903 que participó activamente en los eventos de la Revolución rusa de 1905. Asimismo la tendencia continuó teniendo influencia en los grupos anarquistas que participaron en la Revolución de Octubre (1917). Se dieron los casos de expropiaciones de mansiones de ricos lideradas por anarquistas que no fueron autorizadas o apoyadas por el Partido Bolchevique. Posteriormente los anarquistas en Rusia comenzarían a ser fuertemente perseguidos por el Partido Bolchevique.

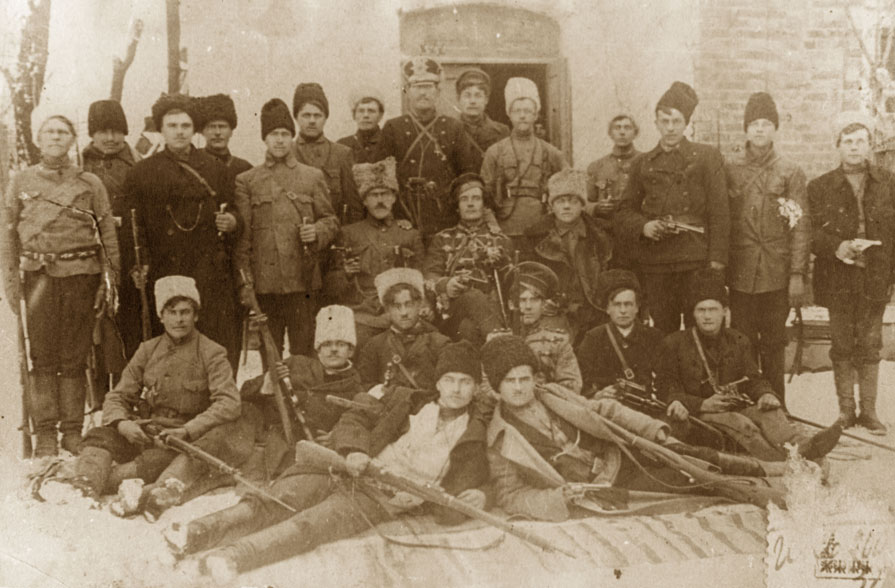
Integrantes del "Ejército Negro" ucraniano liderado por Néstor Majnó.

Ucrania fue otro importante lugar de fuerte influencia del anarcocomunismo. En la Revolución rusa de 1905 anarquistas ucranianos se unieron a la revuelta. Una importante anarcocomunista fue María Nikíforova quien lideró actividades guerrilleras y posteriormente colaboró en actividades políticas con Néstor Majnó. Majnó es la figura principal asociada con la aparición del Territorio Libre ucraniano que de noviembre de 1918 a junio de 1919 implementó el anarcocomunismo en la tierra por parte de los campesinos. Este experimento fue derrotado posteriormente por los bolcheviques quienes querían que los campesinos anarquistas ucranianos se sometieran a las órdenes del Partido Bolchevique.

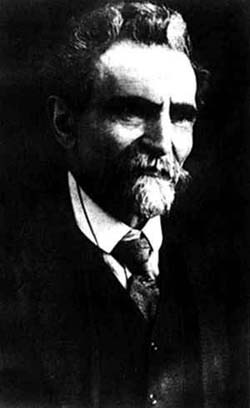
Errico Malatesta.

Italia también fue un lugar de fuerte influencia del anarcocomunismo y la figura activista y teórica principal allá fue Errico Malatesta. Este escribía en el periódico anarquista italiano Umanità Nova, el cual dejó de existir durante el ascenso de Mussolini y ahora continúa existiendo como periódico de la Federazione Anarchica Italiana. El programa de la sintetista FAI italiana es Il programma anarchico de 1919 escrito por Malatesta. Malatesta también participó en los eventos conocidos como el Biennio rosso en los cuales los trabajadores en el norte del país, en parte inspirados por la Revolución de Octubre (1917) de Rusia, se tomaron las fábricas y establecieron consejos obreros.
El comunismo anárquico es la denominación dada en la Argentina y otros países de Latinoamérica desde fines del siglo XIX a la doctrina del ideal anarcocomunismo, una variante del anarquismo. El comunismo anárquico fue difundido en la Argentina en un principio por la corriente individualista del anarquismo (o antiorganizacionistas)[cita requerida] y más tarde por los llamados organizadores, que se volcaron al gremialismo y las luchas obreras. En 1896 el primer periódico feminista de la Argentina se llamó La Voz de la Mujer en cuya portada bajo el título decía: «Periódico comunista-anárquico». En el año 1905 la F.O.R.A, la más importante federación obrera de la Argentina a principios del siglo XX en su V Congreso aprobó el siguiente acuerdo:

El quinto Congreso Obrero Regional Argentino, consecuente con los principios filosóficos que han dado razón de ser a la organización de las federaciones obreras, declara: que aprueba y recomienda a todos sus adherentes la propaganda e ilustración más amplia, en el sentido de inculcar en los obreros los principios económicos y filosóficos del comunismo anárquico. Esta educación, impidiendo que se detengan en la conquista de las ocho horas, les llevará a su completa emancipación y por consiguiente a la evolución social que se persigue.

## Actualidad
El anarcocomunismo es una de las corrientes con mayor tradición dentro del anarquismo y tiene adherentes dentro de algunas organizaciones anarquistas existentes actualmente, con algunas variaciones de criterios. Una de la más importantes teorías, con relevancia académica y social, heredera en buena parte del anarcocomunismo es la ecología social de Murray Bookchin y Janet Biehl; así también lo es la economía participativa de Michael Albert y Robin Hahnel.
Por otro lado dentro del posanarquismo (y la anarquía posizquierda) la línea económica principal muchas veces es el anarcocomunismo pero afín a una línea filosófica egoísta y post-situacionista. 
Las federaciones sintetistas suelen también tener bastantes adherentes al anarcocomunismo, si bien no se considera la postura oficial puesto que la síntesis trata de abarcar al menos todas las tendencias anarquistas, caso de la Internacional de Federaciones Anarquistas. Las federaciones plataformistas suelen establecer en su título la denominación «anarcocomunista», si bien su diferencia con respecto a otras tendencias anarcocomunistas es sobre su propuesta organizativa. Así pues podemos considerar por ejemplo a la Federación de Anarco-Comunistas del Noreste  de la costa este de EE. UU. y Canadá, la Federación Zabalaza de Sudáfrica o la Federación de Comunistas Anarquistas de Italia.

## Críticas
Algunos de los primeros anarquistas individualistas pensaban que los elementos del anarcocomunismo eran inconsistentes con los principios anarquistas. Benjamin Tucker llamó al comunismo anarquista «pseudoanarquismo». La posición de que el anarquismo comunista era un oxímoron era sostenida también por el círculo de Liberty y otros anarquistas individualistas de mercado de Norteamérica, así como por anarquistas europeos como Émile Armand y John Henry Mackay.
En la opinión iusnaturalista de Henry Appleton «el comunismo, siendo opuesto a la ley natural, debe necesariamente apelar a métodos no naturales, si se pone en práctica» y emplear «el saqueo, la fuerza bruta y la violencia». En general el anarquismo individualista y de mercado rechaza tanto la teoría como los métodos propuestos por los anarcocomunistas para alcanzar la anarquía, considerándolos inherentemente autoritarios.
Los anarcocapitalistas, polo opuesto del anarcocomunismo y a cualquier motivo de interés social, al igual que otros anarquistas de mercado, sostienen que una economía planificada y de propiedad comunitaria necesita más coerción que una economía de mercado y propiedad privada para poderse mantener en el tiempo, y en peor de los casos derivaría en una tiranía colectivista. Además sostienen que el anarcocomunismo está sostenido sobre la base de falacias antieconómicas que en caso de instaurarse una sociedad así, sería una sociedad comparativamenete menos rica y menos libre que una sociedad anarquista con propiedad privada.